# Владыкина, Василиса Владимировна
Василиса Владимировна Владыкина (род. 23 января 1987, Омск) — российская пловчиха, мастер спорта международного класса по плаванию, 13-кратная рекордсменка России. Чемпионка Всемирной Универсиады (2005 и 2007), призёр юниорских первенств Европы (2001, 2002, 2003). Специализируется в плавании баттерфляем.

## Биография
Занимается плаванием с двухлетнего возраста. Мать и отец Василисы — спортсмены (мать, Владыкина Лариса Дмитриевна — МС по плаванию; отец, Владыкин Владимир Васильевич — МС по фехтованию. Тренером была мать. До седьмого класса Василиса занималась многими видами спорта, но потом окончательно выбрала для себя плавание. На чемпионате России 2006 года заняла 1 место на дистанции 50 м и 3 место на дистанции 100 м (баттерфляй). В 2008—2011 годах тренировалась в спортивном клубе «Trojan Swim Club» в Лос-Анджелесе, США под руководством знаменитого тренера Дэйва Сэлоу. Спортивную карьеру завершила в 2012 году после отбора на Олимпийские Игры в Лондоне. в 2015 году первый раз приняла участие в чемпионате мира в категории «Мастерс» и завоевала 2 золотые, 2 серебряные и 2 бронзовые награды. в 2017 году на Чемпионате мира в Будапеште (категория «Мастерс») завоевала 2 золота на индивидуальных дистанциях 50 метров баттерфляем и вольным стилем.
Окончила с отличием Сибирский государственный университет физической культуры и спорта (СибГУФК) — бакалавриат в 2009, магистратуру в 2011 году . В 2014 году получила третье высшее образование в Российской академии народного хозяйства и государственной службы при Президенте Российской Федерации (РАНХиГС). Аспирант МПГУ. Сейчас работает в подведомственном учреждение Департамента физической культуры, спорта и туризма г. Москвы.
Василиса Владыкина замужем.